# Petar Kočić
Petar Kočić (en serbio: Петар Кочић, Stričići, 29 de junio de 1877-27 de agosto de 1916) fue un poeta, escritor y político serbobosnio de la actual Bosnia y Herzegovina. Desarrolló actividades en organizaciones nacionalistas serbias y yugoslavas vinculadas al grupo revolucionario Joven Bosnia, del cual se separó junto a sus seguidores cercanos, dando lugar a un ala que se desarrolló bajo su liderazgo. Entre las reformas que Kočić exigió fueron la libertad de prensa y la libertad de reunión, que fueron denegadas a los serbios bajo el dominio de Austria-Hungría del gobernador de Bosnia, Oskar Potiorek. Describió las montañas y la frescura de la naturaleza bosnia en la más conocida de sus obras, Da la montaña, y bajo la montaña de 1902.

## Biografía
Nació en Stričići, un poblado cerca de Bania Luka, en Bosnia. Asistió a la escuela primaria en el monasterio de Gomjenica, y la secundaria en Sarajevo. Debido a su notable nacionalismo, en 1895 fue expulsado en tercer grado y tuvo que terminar su educación secundaria en Belgrado. Estudió eslavística con el profesor Jažić en Viena, uniéndose al círculo de estudiantes y escritores bosnios interesados en la literatura eslava del sur y en la liberación nacional. 

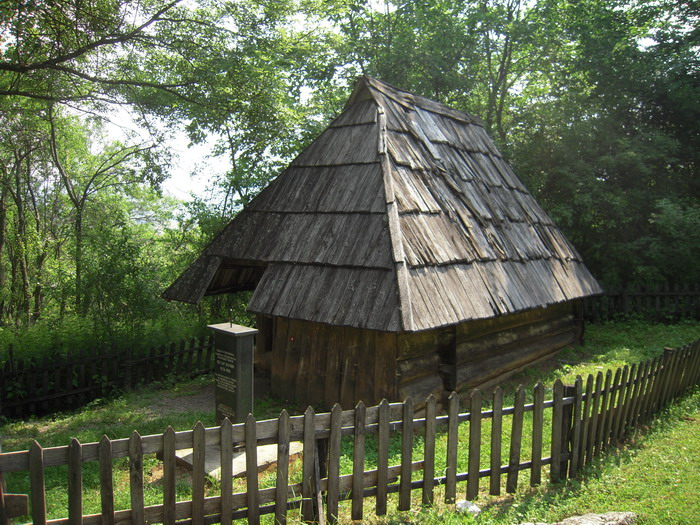
Lugar de nacimiento de Petar Kočić.

En 1904 he regresó a Serbia, y durante un tiempo fue profesor en Skopje. Dos años más tarde, ya convertido en un reconocido escritor y publicista, regresó a Sarajevo, donde se desempeñó como secretario de la editorial "Prosveta", de donde fue sin embargo expulsado por participar en una huelga de trabajadores, y expulsado de la proscrito de la ciudad bosnia de Bania Luka.
Allí fundó la revista "Otadžbina" ("Patria"), y creó un grupo político que se oponía a la ocupación Imperio austrohúngaro, en especial contra los vestigios de la situación de esclavitud medieval. Fue elegido miembro del Bosanski sabor (nombre del parlamento bosnio) en Sarajevo. 

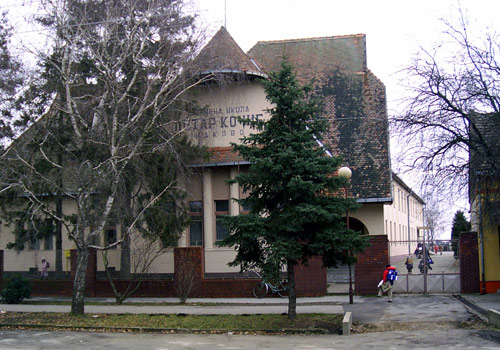
Escuela elemental Petar Kočić en Nakovo.

Austria se tomó en serio a Kočić como enemigo, persiguiéndolo y arrestándolo en repetidas ocasiones entre 1907 y 1909 por sus actividades. Antes de la Primera Guerra Mundial y durante la subsecuente unificación eslava, presentó síntomas de una crisis nerviosa, y fue llevado a Belgrado para aplicarle un tratamiento. Allí murió en el hospital mental el 29 de agosto de 1916, sin alcanzar a asistir a la liberación y unificación de los eslavos meridionales.

## Obra
Kočić escribió tres libros de cuentos, titulados Da la montaña, y bajo la montaña (С планине и испод планине, 1902), Gritos de Zmijanje (Јауци са Змијања), y dos sátiras político-sociales: Un tejpon en el tribunal  (Јазавац пред судом) y Juicios (Суданија), el primero en forma de drama, y el segundo de diálogo.

## Legado
Kočić fue uno de los políticos serbios de Bosnia más importantes de la era austro-húngara. También fue uno de los dramaturgos más importantes de Bosnia y Herzegovina del siglo XX.

## Otros textos
- "The History of Yugoslav Literature" - "Историја југосл. књижевности", by Ðorđe Anđelić, Belgrado, 1938.